# Anton Streitwieser
Anton Streitwieser (ur. 3 lipca 1916 w Surbein, zm. 17 lipca 1972 w Bochum) – zbrodniarz hitlerowski, jeden z funkcjonariuszy SS pełniących służbę w obozach koncentracyjnych oraz SS-Obersturmführer.
Urodził się w Surbein (Górna Bawaria). W 1933 wstąpił do Hitlerjugend, a w kwietniu 1934 do SS (nr identyfikacyjny 276125). W latach 1934–1935 pełnił służbę w obozie Dachau, a następnie od 1935 do 1938 w obozach Sachsenhausen i Esterwegen (był m.in. kierowcą Theodora Eicke). Już wówczas mordował i maltretował więźniów, za co w styczniu 1937 uzyskał awans na SS-Unterscharführera. 27 listopada 1938 Streitwieser przybył do obozu Mauthausen, gdzie stopniowo awansował w obozowej hierarchii (został Rapportführerem w Gusen). Od 22 czerwca 1941 do 1 września 1942, podczas inwazji III Rzeszy na ZSRR, pełnił służbę w regimencie „Westland” (otrzymał przy tym liczne odznaczenia za męstwo).
W październiku 1942 powrócił do Mauthausen, gdzie pełnił służbę do marca 1944 (z krótką przerwą w 1943, gdy uczęszczał do Junkerschule w Brunszwiku) jako Schutzhaftlagerführer (kierownik obozu i zastępca komendanta). Od kwietnia 1944 Streitwieser był komendantem kilku podobozów Mauthausen (m.in. Melk oraz Schwechat i Florisdorf, które obecnie są częścią Wiednia). Podczas swojej służby nieustannie dopuszczał się okrucieństw wobec więźniów, mordując ich, a także maltretując na każdym kroku. Pod koniec wojny znalazł się w jednostce operacyjnej „Oberdonau”.
Został schwytany przez wojska amerykańskie i umieszczony w obozie dla jeńców wojennych, skąd zbiegł w lutym 1946 w mundurze amerykańskiego pułkownika. Wyrobił sobie fałszywe dokumenty i rozpoczął pracę jako kierowca (później także był mechanikiem). Sąd w Bochum uznał Streitwiesera za zmarłego 25 kwietnia 1953. Jednak ostatecznie stanął przed sądem w Kolonii i 30 października 1967 został skazany na dożywocie za swoje zbrodnie popełnione w obozach koncentracyjnych. Zmarł w 1972 w więziennym szpitalu w Bochum.